# حوزه علمیه مراغه
حوزه علمیه مراغه در قدیم یکی از مراکز علم بود و عالمانی همچون خواجه نصیرالدین طوسی، علامه حلی، قطب الدین شیرازی، مجد الدین مراغی و سید رکن الدین استرآبادی در آن بوده اند، مردم مراغه سنی بودند بعد از پایتخت شدن مراغه توسط ایلخانیان در  دوره خواجه نصیرالدین طوسي و رفت‌وآمدهايي که علامه حلي به مراغه داشته، مردم مناطق مراغه، زنجان و تبريز همه به مذهب اهل بيت و تشيع گرايش پيدا کردند و حوزه شيعي در مراغه شكل گرفت . مراغه در گذشته 22 و بلكه طبق بعضي نوشته‌ها 24 مدرسه علميه داشته است
مدارس علميه مراغه در دوره قاجار و بقيه هم در دوره پهلوي غصب شده و از بين رفته بود به گونه‌اي كه دوره بعد از انقلاب فقط يك مدرسه كوچك به همت یکی از علما باقي مانده بود که آنهم بعد فوت آن عالم از بین رفت 

## تاسیس مجدد حوزه علمیه مراغه
پس از انتصاب آیت‌الله محمد تقی پورمحمدی به امامت جمعه مراغه در سال ۱۳۷۷ وی پس از مطالعه و بررسی پیشینه حوزه علمیه این شهر،  تاسیس و احیا مدارس علمیه مراغه را در اولویت کاری خود قرار داد و 17 روز پس از ورود به مراغه عملیات عمرانی ساختمان مدرسه حضرت امیرالمؤمنین را شروع کرد و در عرض چند ماه آن را به اتمام رساند وبعد از چند ماه حوزه علمیه مراغه رسماً فعالیت خود را آغاز کرد